# FCER1G
FCER1G‏ (Fc fragment of IgE receptor Ig) هوَ بروتين يُشَفر بواسطة جين FCER1G في الإنسان.